# Moufida Tlatli
Moufida Tlatli (Sidi Bou Saïd, 4 de agosto de 1947) é uma cineasta tunisiana.